# Mecopelidnota gerardi
Mecopelidnota gerardi är en skalbaggsart som beskrevs av Soula 2008. Mecopelidnota gerardi ingår i släktet Mecopelidnota och familjen Rutelidae. Inga underarter finns listade i Catalogue of Life.